# Cervibunus maculatus
Cervibunus maculatus is een hooiwagen uit de familie Sclerosomatidae.